# منصور أمير آصفي
منصور أمير آصفي (بالفارسية: منصور امیرآصفی)، من مواليد 7 يوليو 1933م، وتوفي بتاريخ 6 مارس 2010م، هو لاعب كرة قدم إيراني ومركزه مهاجم، لعب مع منتخب بلاده في دورة الألعاب الصيفية الأولمبية التي استضافتها العاصمة اليابانية طوكيو سنة 1964م.

## وصلات خارجية
- منصور أمير آصفي على موقع ناشيونال فوتبول تيمز (الإنجليزية)
- منصور أمير آصفي على موقع اللجنة الأولمبية الدولية (الإنجليزية)
- منصور أمير آصفي على موقع أوليمبيديا (الإنجليزية)

1. ↑  Mansour Amirasefi | National Football Teams نسخة محفوظة 10 مارس 2016 على موقع واي باك مشين.